# Димитър Атанасов (писател)
Вижте пояснителната страница за други личности с името Димитър Атанасов.
Димитър Иванов Атанасов е български белетрист, драматург и журналист.

## Биография
Роден е на 23 септември 1953 г. в гр. Силистра. Завършил е българска филология във Великотърновския университет „Св. св. Кирил и Методий“.
Живее и работи в Пловдив. Дългогодишен секретар на Клуба на дейците на културата в Пловдив. Бивш заместник главен редактор на ежедневника в. „Глас“, шеф на екип „Култура“ в ежедневниците в. „Провинция“, в. „Пловдивски новини“ и в. „Вести“. Автор на седмична страница за театър във в. „Вести“ (1999 – 2001) и в. „Акцент“ (2006 – 2007).
Журналист на свободна практика. Бивш общински съветник и омбудсман на гр. Пловдив.
Член на Съюза на българските писатели, Съюза на българските артисти (секция драматургия) и Съюза на българските журналисти. Заместник-председател на Дружеството на писателите – Пловдив.
Негови творби са превеждани на английски, немски, френски, италиански, руски, сръбски и турски език.

## Произведения
Книги
- „Пентакон“, сборник разкази и новели, ДИ „Хр. Г. Данов“, 1988;
- „Тарпани“, роман, ДИ „Хр. Г. Данов“, 1992;
- „Изкуството като спасение“, ИК „Вийон“, 1996;
- „Среднощни портрети“, сборник, ИК „Хермес“, 1996;
- „Сметище за надежди“, роман, ИК „Летера“, 1996;
- „Милим Божне ле, Коладе ле“, сборник, ИК „LiterNet“, 2004;
- „Вернисаж“, стихове, издателство „IMN“, 2007;
- „Храм „Св. Димитър“ в Старинен Пловдив“, сборник (автор съставител), ИК „Жанет 45“, 2008;
- „Запазено място“, сборник пиеси, ИК „Жанет 45“, 2008;
- „Полъх от ветрило“, пътепис, ИК „Български писател“, 2009;
- „Македонска тетрадка“, пътепис, ИК „SM“, 2009;
- „Поезия, проза“, CD, литературна колекция, продукция на Малък театър Пловдив, Студио „Електроник Фемили“, 2010;
- „Die unerträgliche Freiheit“, roman, edition Balkan, Dittrich Verlag, Berlin, 2010
- „Тарпани“, роман, ИК „Колибри“, 2010;
- „Световъртежи“, сборник разкази и новели, ИК „Летера“, 2011;
- „На предела (Прегледи и отзиви)“, литературна критика, ИК „Хермес“, 2012

Автор е на много пиеси, антологии, сборници, енциклопедии и др.

## Награди
- Голямата награда за белетристика „Южна пролет’1989“ – за дебютната книга „Пентакон“;
- Трета награда в националния конкурс за роман на ДИ „Хр. Г. Данов“ /1990/ – за романа „Тарпани“;
- Наградата „Пловдив“ /1993/ – за романа „Тарпани“;
- Националната награда „Светлоструй“ /1993/ – за романа „Тарпани“;
- Номинация за националната литературна награда „Огнище“ /1996/ – за романа „Сметище за надежди“;
- Номинация в националния конкурс за нова българска драматургия на фондация „Концепция за театър“ /2000/ – за пиесата „Зелено“;
- Поощрителна награда „Иван Радоев“ /2001/ в националния конкурс за българска драматургия на Министерството на културата и ДТ „Иван Радоев“, гр. Плевен – за пиесата „Зелено“;
- Голямата награда за драматургия на националните театрални празници Нова българска драма – Шумен /2001/ – за пиесата „Зелено“.
- Номинация за драматургия на националните театрални празници Нова българска драма – Шумен /2002/ – за пиесата „Куче в банята“.
- Номинация за драматургия на националните театрални празници Нова българска драма – Шумен /2003/ – за пиесата „Няма страшно“
- Награда за драматургия „Одеон“ – Пловдив /2005/
- Номинация за драматургия в националния конкурс за наградата „Иван Радоев“, гр. Плевен /2007/ – за пиесата „Сметището“
- Годишна награда за драматургия на Съюза на българските писатели /2007/ – за пиесата „Сметището“